# Дубинская, Ольга Давидовна
О́льга Дави́довна Дуби́нская (23 октября 1967, Москва, РСФСР, СССР — 2 октября 2012, Сухум, Республика Абхазия) — российский режиссёр-документалист, фотохудожник, поэт, журналист, продюсер. Кавалер высшего ордена Республики Абхазия «Ахьдз-Апша — Честь и Слава». Основательница Центра Содействия Культуре Кавказа. Лауреат гран-при фестиваля «Страна Души» за фильм «Страсти по Владиславу» — первый российский документальный фильм про основателя современного государства Республика Абхазия Владислава Ардзинба. Член координационного совета по культуре и искусству Ассоциации экономического взаимодействия Южного Федерального округа «Северный Кавказ».

## Биография
Родилась в Москве, в семье потомственных кинематографистов Юлии Алексеевны Боковой и Давида Эммунаиловича Дубинского. По линии матери Юлии Алексеевны Боковой Ольга потомок графского рода Бобринских. По линии отца Давида Дубинского — племянница наркома сталинской эпохи Лазаря Кагановича.
Дедушка Ольги — Алексей Иванович Боков, автор популярного в академической научной среде атласа «Внутренние органы человека», изданного в 50-е годы XX века, ставшего популярным учебным пособием для медработников в послевоенные годы в СССР. Дедушка по материнской линии оказал огромное влияние на Ольгу. Одни из самых сильных впечатлений детства Ольги — рассказы Алексея Ивановича Бокова о его работе в качестве художника, создавшего уникальные настенные и потолочные росписи Белорусского и Киевского вокзалов. Министр культуры СССР Екатерина Фурцева дала высокую оценку его работе.
Мать Ольги — Юлия Алексеевна Бокова окончила ВГИК, работала режиссёром на киностудии «Школфильм». Автор более двухсот учебных фильмов для советских школьников по истории русской литературы, географии и истории. Один из самых её известных фильмов «Население Африки» (1978 год).
Отец — Давид Дубинский, пришедший в кино по совету вдовы Ленина Надежды Крупской, в свою очередь повлиял на приход Ольги в кинематограф. Его девиз: «Кино — это застывшая жизнь. Хочешь понять как мы думаем, освой искусство монтажа». Более всего Ольгу потрясла история, рассказанная отцом, как Сталин лично заказал Давиду Дубинскому снять фильм о своей юности, который Давид Дубинский назвал «По Сталинским местам».
Свою театральную карьеру Ольга начала как актриса в театральной студии при Миусском Дворце Пионеров в Москве, которой руководил Вячеслав Мальцев — будущий основатель израильского театра «Гешер». Прославилась ролью Кубыркиной в «Беде от нежного сердца» по пьесе В. Соллогуба и «Эй, кто-нибудь» по пьесе У. Сарояна. По амплуа — характерная актриса. Была принята на актёрский факультет Щепкинского театрального училища мастером курса Виктором Коршуновым. Посчитала актёрскую профессию слишком зависимой. Закончила с красным дипломом театроведческий факультет ГИТИСа, мастерская выдающегося советского театроведа Юрия Сергеевича Рыбакова. В начале 90-х вела различные авторские программы на телевидении и радио. В 1998 году создала в Москве единственный в своем роде информационно-продюсерский «Центр Содействия культуре Кавказа». Как продюсер открыла российским и европейским зрителям уникальные этнические спектакли абхазского государственного драматического театр им. Самсона Чанба и китайский акробатический балет «Лебединое озеро». Являлась членом федерального координационного совета по культуре и искусству Ассоциации экономического взаимодействия Южного Федерального округа «Северный Кавказ». Как режиссёр и продюсер сняла первый российский документальный фильм о первом президенте Республики Абхазия Владиславе Ардзинба «Страсти по Владиславу».
Вместе с Дмитрием Минченком вела программу «Браво», работала с кинорежиссёром Светланой Немчевской на киностудии «Лад» телеканала «Россия».
В 2004 году организовала концерт в Москве американского пианиста Ван Клиберна, посвящённого памяти жертв теракта в Беслане. Ольга придумала церемонию встречи выдающего пианиста в аэропорту Шереметьево с «участием» автомашины «Чайка» того самого года, когда Клиберн выиграл конкурс им. Чайковского. «Он сел в эту большую чёрную машину, — вспоминала Ольга, — и был абсолютно счастлив, как будто сработала машина времени. Это был год Беслана, год трагедии. Я предложила, чтобы Клиберн посвятил свой концерт жертвам Беслана. Надо было дать какой-то выход той боли, которая случилась. Именно тогда в его программе в самом конце прозвучал „Трагический марш“ Шопена».
В 2006 году вместе с продюсером Ильдаром Бакеевым представила в Москве сплав балета и цирка — акробатический перформанс из Шанхая, Китай, «Лебединое озеро». Для продвижения неизвестного российской публике китайского «Лебединого Озера» Ольга придумала концепцию «балетного эсперанто». Танец маленьких лебедей, замененных китайскими акробатами на танец «маленьких лягушат», Ольга стала продвигать как «балет наизнанку», что вызвало повышенный интерес к балету среди массовой публики.
Придумала для продвижения российской балетной премии «Бенуа де ла Данс» (Benois de la Danse), созданной балетным продюсером и переводчиком Ниной Кудрявцевой-Лури и балетмейстером, «правой рукой» Юрия Григоровича Региной Никифоровой, определение «балетный Оскар», подхваченное журналистами. Работала над популяризацией этой премии с 2001 года, когда церемония награждения и гала-концерт вновь начали проходить в России.
Неожиданно ушла из жизни от остановки сердца в своей сухумской квартире в полном одиночестве во второй половине дня 2 октября 2012 года за 21 день до своего 44 дня рождения. Скорая помощь не смогла вовремя приехать.
Впечатленная судьбой Ольги Дубинской, греческая певица и композитор Ивантия Ребуцика позволила использовать свою музыку в фильме, посвящённом памяти Ольги.

## Творческая деятельность
Как театровед Ольга Дубинская занималась изучением и описанием творчества Театра-студии под руководством Олега Табакова. Популяризировала драматурга Нила Саймона, особое внимание уделила знаменитой постановке «Билокси-Блюз» на сцене «Табакерки» с участием Сергея Газарова и первого поколения студийцев-«табакерки». Её анализ спектакля «Билокси-Блюз» в журнале «Театральная жизнь», заслужил похвалы Олега Табакова. Рецензия вызвала широкий отклик, несколько раз перепечатывалась в театральной прессе.
В постперестроечные годы Ольга основала в Москве «Центр Содействия Культуре Кавказа». По словам Ольги Дубинской цель организации была миссионерско-просветительской: "Цель Центра — ломать стереотипы. Мы начали свою деятельность тогда, когда Кавказ называли «пороховой бочкой», а отношение к пороху на бытовом уровне соответствующее. Всё, что шло с Кавказа, автоматически переходило в разряд «тревожного» для сознания жителя российской равнины и севера. Это породило стратегию деятельности нашего Центра: показать существование другого Кавказа — заповедника чести и мужества. Каким образом мы разрушали стереотипы? Восторгом! Восторг — это то, что разрушает страх. Восторг — это свершения. Так мы пришли к рассказам о Чечне, Северной и Южной Осетии, Ингушетии, Дагестане, Адыгее, Абхазии. Пришли через дух и сердца, людей там живущих, и через красоту из творений. Мы оперировали словом «тайна».
Популяризировала в СМИ творчество российско-осетинского лингвиста Васо Абаева, написав о нём для «Независимой газеты» эссе «Этого оставить», фрагменты которого были опубликованы в периодике. Считала деятельность осетинского ученого до конца недооцененной: «В действительности, подчас не зная о тех, кто за нас творит духовную историю человечества, мы постоянно пользуемся плодами этого творчества».
Занималась исследованием творчества Расула Гамзатова. Личная встреча в родовом селе Гамзатова с поэтом стала для неё источником большого эссе о дагестанском поэте.
Популяризовала в российской театроведческой и журналистcкой среде личность грузинского драматурга Григола Робакидзе, написав о нём неопубликованную книгу «Божественное страдание. Путь к театру философа-драматурга Григола Робакидзе».
Говорила и писала по-грузински и по-абхазски. Изучала осетинский язык. В годы чеченской кампании организовала в Москве сбор средств в помощь Чеченского драматического театра им. Нурадилова. Популяризировала творчество чеченского режиссёра Руслана Хакишева за что была удостоена благодарности от руководства Чеченской Республики.
Вместе с режиссёром Азатом Рафиковым, при поддержке Александра Дзасохова, организовала в Европе первые постперестроечные гастроли осетинского театра в рамках программы «Театральный тракт — театр без границ». Гвоздем театральной программы была постановка по пьесе бельгийского драматурга М. Метерлинка «Монна Ванна», инсценировка Дмитрия Минченка.
В 1995 году выступила с докладом о развитии осетинского театра в Европарламенте.
Как театральный критик посещала национальные театры республик Северного Кавказа, выступая как консультант и советчик в формировании театральной политики многих театров. По словам драматурга Дмитрия Минченка, «она знала каждого крупного режиссёра на Северном Кавказе лично»; «Если почитать стенограммы её выступлений во время обсуждений театральных постановок на театральном фестивале в Дагестане (где она неоднократно выступала), то стразу становится ясно, как она, в отличие от некоторых своих коллег, знает и помнит каждого, буквального каждого участника и создателя театрального процесса на Северном Кавказе». По словам профессора Геннадия Дадамяна, «ей категорически был чужд снобизм столичного театрального критика».
Как исследователь также занималась изучением и популяризацией творчества классика ингушской литературы Идриса Базоркина. Способствовала налаживанию связей между федеральным центром и республиками Северного Кавказа в проблемный для них постперестроечный период. В частности, вместе с внуком писателя режиссёром Микаэлом Базоркиным популяризировала за пределами Ингушетии ингушский театр «Современник».
Ольга говорила: "Одним из важных факторов становления этого театра стал спектакль «Из тьмы веков» по роману Идриса Базоркина. Я думаю, что это не только потому, что художественным руководителем этого театра является внук Идриса Базоркина Микаэл Базоркин. Материал романа «Из тьмы веков», на котором была сделана инсценировка, очень важен для ингушской публики. В романе заложено все, что связано с душевными кодами, миропониманием, мировоззрением, укладом жизни и даже будущим ингушского народа. В 1998 году, начав свое существование как государственный театр, уже в декабре 2000 года ингушский театр «Современник» занял первое призовое место на Дельфийских играх в Москве со спектаклем «Из тьмы веков» по инсценировке романа Идриса Базоркина. В спектакле была взята отдельная линия, и поэтому спектакль назывался «Любовь к алоэ».
Начав свой путь в науке как исследователь национальных северо-кавказских театров, Ольга стала специалистом по этнопсихологии. Много времени уделяла исследованию обрядов и ритуалов, связанных с приношением жертв. «Всё, что происходит в северо-кавказских этносах, происходит потому, что таков закон предков. Законы предков, законы отцов очень прочно лежат в основе повседневных практик практически всех этносов на Северном Кавказе даже сегодня». Позже эти исследования переросли в замысел фильма «Приношение жертвы». Кредо её жизни: «Я считаю, что правда всегда на стороне тех, кто идет более тернистым путем. Почему Бог создал наш мир таким, я не знаю, но это так…».
Как театральный критик способствовала становлению престижа фестиваля национальных театров Северного Кавказа «Сцена без границ». В конце 1990-х годов — начале 2000-х годов стала издателем, редактором и автором уникальных спецвыпусков (больше подобные спецвыпуски не выходили) журнала «Театральная Жизнь», посвященных знаковым театрам Северного Кавказа. Целью Ольги Дубинской было пробуждение интереса к творчеству северо-кавказских режиссёров, популяризация в российском театральном пространстве легендарных северо-кавказских актёров, в частности Анатолия Дзиваева, Коста Сланова и др. Акцент исследовательской деятельности Дубинской, как искусствоведа, был сделан на театры Дагестана (режиссёр Байсолтан Осаев), Ингушетии (Микаэл Базоркин), Чечни (Руслан Хакишев), Осетии (режиссёры Тамерлан Дзудцов, Валерий Цариев, Анатолий Галаов), Адыгеи (режиссёр Касей Хачегогу) Абхазии (режиссёр Валерий Кове). Особое внимание Ольги было приковано к самобытному театру из Южной Осетии под руководством талантливого режиссёра Тамерлана Дзудцова. Организовала в Москве первые гастроли юго-осетинского театра.
Вершиной её продюсерской деятельности стало знакомство России и Европы с уникальным абхазским театром им. Самсона Чанба под руководством Валерия Кове. Дирекции международных фестивалей в Сибиу (Румыния, генеральный продюсер Константин Кирьяк), Пловдиве (Болгария, фестиваль «Сцена на перекрестке», продюсер Стефан Данаилов), «Белая Вежа» (Беларусь, генеральный директор Александр Козак); благодаря усилиям Ольги Дубинской приглашался театр из Абхазии как изюминка фестивальной программы. Публикации Ольги Дубинской в журнале «Театральная жизнь» и журнале «Огонек» познакомили российского зрителя и специалистов с театром, который явил принципы совершенно оригинального способа существования на сцене. Популяризация абхазского театра происходила на фоне информационной блокады Абхазии, которая негласно воцарилась в российских и европейских СМИ вскоре после окончания Отечественной войны народа Абхазии. Говорить о политической и культурной жизни республики было не принято. Благодаря подвижнической деятельности Ольги Дубинской со страниц еженедельных российских газет читатели и зрители узнавали о свершениях в культурной жизни республики.
Изучение абхазского языка, погружение в историю Абхазии началось со знакомства Ольги с президентом Владиславом Ардзинба. Представил Ольгу Дубинскую президенту министр культуры Абхазии, народный артист Республики Кесоу Хагба. Это стало началом 14-летнего пути по интеграции абхазской культуры в европейское пространство.
Выдающий абхазский поэт Геннадий Аламия, посвятивший Ольге Дубинской книгу, считал Ольгу Дубинскую «выдающимся подвижником, объединявшем цвет культуры северо-кавказских народов. На таких людях, как она, собственно, и держится понятие дружбы народов», — говорил Геннадий Аламия.
Поэт Расул Гамзатов сказал про неё: «Есть женщины, которые прокладывают путь мужчинам. Они не вводят их дух в искушение, не ослабляют, они высоко заставляют летать, потому что их душа ещё выше».
Выпустила около шестидесяти статей и эссе, посвященных Абхазии. Главные герои большинства её эссе — актёры, её друзья по театру им. Самсона Чанба, которые в минуту опасности могут оказаться землепашцами, военными, всегда оставаясь людьми.
На основе фронтовой хроники военной медсестры Тали Джапуа сняла короткометражный музыкальный фильм на песню Сергея Кириллова. Фильм назван строчкой из песни: «Моей победой будешь ты живая».
Как фотохудожник Ольга Дубинская создала 8 циклов фотоэтюдов, посвященных Абхазии.
«Она приехала в Абхазию, когда Абхазия была полуразрушенной страной. Не город, а руины, и она видела не ужас и страх поверженного города, что видели в основном документалисты, она видела яркие краски», — говорил о ней Дмитрий Минченок.
Крупная ретроспективная выставка фоторабот Ольги Дубинской состоялась в 2014 году в Еврейском Музее и Центре Толерантности в Москве.
На выставке была представлена неизвестная часть наследия Ольги Дубинской: цикл фотографий, посвященных её дружбе с главным жрецом Абхазии Зауром Чичба, её неизвестные стихи и фильм «Страсти по Владиславу».
В 2022 году одновременно в Сухуме (Абхазия) и Москве прошли две ретроспективные выставки фотографий Ольги Дубинской, посвященные 55-летнему юбилею со дня её рождения. Единый сюжет всех фотографий Дубинской как фотохудожника рождён опытом преодоления боли и обретения красоты. Моменты путешествия по республикам Северного Кавказа и Абхазии становятся не просто фотоочерком, а рассказом о приключениях поэта. Ольга создала собственную мифологию северо-кавказских городов и деревень. Её главный интерес — судьба простого человека, который в минуты опасности становится героем. Главный вопрос творчества Ольги Дубинской, как писателя, кинорежиссёра и фотохудожника, — поиск ответа на вопрос, что заставляет обычных людей жертвовать собой ради спасения жизни других.
Преждевременная смерть прервала работу над её фильмом «Приношение жертвы», который должен был стать ответом на её вопросы о природе перевоплощений человеческой души.

## О фильме «Страсти по Владиславу»
Фильм Ольги Дубинской «Страсти по Владиславу» о создателе абхазской государственности в новейшую эпоху Владиславе Ардзинба — документальный фильм, основанный на принципиально ином подходе к понятию документальности. По словам режиссёра: «Душа — вот самый главный документ… Её страдания — то, что этот „документ“ делает подлинным».
Фильм рассказывает не о политике, а человеке, которого весь мир узнал, как первого президента непризнанной Республики Абхазия. Интрига фильма в парадоксальном сочетании неопубликованных дневников будущего президента и уникальной кинохроники, снятой во время войны ученым-филологом Тали Джапуа, ставшей по воле судьбы фронтовой медсестрой. Неопубликованные дневники будущего президента в фильме озвучил народный артист России Георгий Тараторкин. По словам артиста, для него это были честь и испытание.
В фильме Ольги Дубинской будущий первый президент предстает в трех ипостасях: как ученый хеттолог, главнокомандующий абхазской армией и одинокий человек, пытающийся защитить свою семью и свой немногочисленный народ. По словам Ольги Дубинской, для неё как режиссёра важно было понять, «что чувствует человек, стоящий на краю гибели. Какой путь спасения избрать? Ответ один и он очень тяжелый. Своей жизнью заплатить за жизнь и свободу страны».
Фильм начинали снимать на личные средства режиссёра. По словам Ольги Дубинской это был её дебют как кинорежиссёра в полнометражном документальном кино:
«Как кинорежиссёр я действительно дебютировала в этом фильме. Однако я выросла в кинематографической семье, поэтому многие вещи, касающиеся профессии, для меня не стали открытием. А то, что нас побудило к созданию фильма, себя оправдало. Побудило именно то, что фильм нужен. Это была идея, время которой пришло… Я не могу не поблагодарить всех зрителей за тот благодарный прием, который был оказан нашей работе. Мы получили подтверждение, что фильм нужен! Нужен российскому зрителю, чтобы понять, что происходило в недавнем времени в Абхазии. Нужен европейцам, чтобы они просто понимали, как сложна бывает правда, и как страшно, когда её искажают. Нужен, наконец, абхазскому народу, может быть, не столько потому, чтобы не забыть основателя нашей государственности, а, прежде всего, чтобы не забыть себя… Не забыть, что было пережито вместе всеми нами. Ведь по сути, ни в Европе, ни в России до сих пор нет ни одного фильма, который бы честно рассказывал, что произошло в Абхазии в 1992-93 годах».
Ольга Дубинская определила смысл фильма как мистериальную историю воспитания человеческого духа на страданиях и преодолении. Название «Страсти по Владиславу» — дань русской традиции определять испытания, выпадающие на душу человека, как страсти, заставляющие страдать, преодолевать и, в итоге, побеждать". Невзгоды и муки, выпадающие на долю человека в понимании режиссёра — это и есть «рост души в христианском смысле». Российский политик Сергей Бабурин назвал фильм Ольги Дубинской «действительно страстным». Операторы фильма: Сергей Литовец, Александр Галич, Давид Авидзба.
В фильме приняли участие: нар. арт. России Георгий Тараторкин (озвучание неизданных дневников Владислава Ардзинба), заслуженный арт. России Александр Яцко (дикторский текст), супруга первого президента Светлана Джергения (воспоминания), нар. арт. Абхазии Кесоу Хагба (воспоминания), министр Российской Федерации по делам СНГ в 1998—1999 годах Борис Пастухов (воспоминания), священник Виссарион Аплиаа, премьер-министр Абхазии Сергей Шамба, генерал-майор Аслан Кобахия, ученый-филолог, автор уникальной военной хроники Тали Джапуа, личные охранники первого президента и др. Премьера фильма состоялась 7 февраля 2011 года в Белом Зале Дома Кино Союза Кинематографистов. Премьеру посетили выдающиеся деятели культуры и политики. Певица Хибла Герзмава исполнила абхазские народные песни — приношение первому президенту Абхазии.
Ольга состояла в переписке с офисом британского композитора Майкла Наймана. Впечатлённый описанием судьбы Владислава Ардзинба, Майкл Найман разрешил использовать свою композицию «Memory» в фильме «Страсти по Владиславу».

## История создания фильма
Процесс создания фильма был сложным. Как только в марте 2020 года пришла трагическая весть о смерти первого президента республики Абхазия Владислава Ардзинба, Ольга подала заявку на создание фильма в кинокомпанию «Лекс Фильм» (генеральный продюсер Александр Жуков). Руководство компании выразило готовность участвовать в создании фильма. В начале апреля состоялся разговор режиссёра с экс-руководителем Абхазской Гостелерадиокомпании Гурамом Артёмовичем Амкуаб. Сценарий был готов, но не было операторов и техники. Атмосферу в среде чиновников, отвечающих за кинопроизводство можно передать словами руководителя Абхазской телерадиокомпании: «Фильм нужен, мы готовы помогать». При помощи АГТРК режиссёр начала работу над фильмом в конце апреля 2010 года. Было отснято около двухсот часов интервью с ближайшими соратниками первого президента. Общий объём расшифрованных интервью — тысяча страниц. Когда опускались руки, на съемочной площадке звучали слова режиссёра: «Наш герой — говорил: „Мы победим!“. Это произошло. Значит и мы победим! Владиславу никто не обещал, что Абхазию признают, а он упорно к этому шёл и это тоже произошло. Нам тоже никто не обещал „красную дорожку“, мы идем не торенной тропой, и если верим, все что должно наступит». В процессе работы над фильмом судьба свела Ольгу Дубинскую с супругой Первого Президента Абхазии Светланой Ирадионовной Джергения. Супруга президента Абхазии поддержала идею фильма.
Режиссёр говорила: «Нам помогала вся Абхазия. В процессе работы мы не знали отказа почти ни от кого. К нам присоединился помимо Сергея Литовца и Александра Галича ещё один оператор Давид Авидзба, помог руководитель независимой телеканала Абаза-ТВ Руслан Хашиг в предоставлении хроники. Но главный человек, который, оставаясь в тени, всегда помогал — это Кесоу Хагба, действительно народный артист Абхазии, первый министр культуры при Владиславе Ардзинба, советник президента, депутат, Председатель Фонда Культуры Абхазии. Неоценимую помощь оказали ветераны войны Тали Джапуа и Аслан Кобахия. Филолог Тали Джапуа разрешила нам воспользоваться своим уникальным съёмочным материалом, сделанным ею во время войны на бытовую видеокамеру. Эти съёмки на всех производят сильнейшее впечатление. Там нет „голливудских“ взрывов и морей крови. Мы видим просто людей на войне. Но сильнее этого трудно что-либо представить». Первый непубличный показ фильма (для журналистов, культурологов, политологов) состоялся 24 мая 2011 года в Доме национальностей в Москве. По словам Ольги Дубинской: «Судьба сделала из учёного — полководца, из человека — героя, а он сделал героем свой народ. Мы постарались представить жизнь Владислава Григорьевича Ардзинба таким образом, чтобы она сама за себя говорила».
Итог работы — гран-при фестиваля «Страна Души» и приз, полученный из рук председателя жюри, режиссёра Сергея Говорухина.
Слоган фильма — слова Владислава Ардзинба: «Иногда я вижу себя орлом, парящим над Абхазией, и она вся цветёт».

## Литературная деятельность
В соавторстве с Дмитрием Минченком написала книгу ностальгических и юмористических рассказов об Абхазии «Сны об Апсны» — собрание коротких миниатюр-легенд о быте города и деревни. По мнению газеты «Московский комсомолец» книга может считаться путеводителем для русского человека, впервые посетившего Абхазию.
Последнее стихотворение Ольги Дубинской «Есть ночь и день», написанное за две недели до неожиданного ухода, опубликовано в «Литературной газете».
Ольга Дубинская также написала мемуарные неопубликованные воспоминания о детстве своего отца — двоюродного брата Лазаря Кагановича, о сталинских родственниках и о фрагментах судьбы сталинского наркома Нестора Лакоба, с которым её отцу довелось встречаться в юности, в начале 30-х годов.

## Семья
Отец — Давид Эммануилович Дубинский, кинорежиссёр
Мать — Юлия Алексеевна Бокова, кинорежиссёр, старейший работник киностудии «Школфильм»
Муж — драматург, режиссёр, сценарист Дмитрий Анатольевич Минченок
Дочь — Нина Дмитриевна Минченок, фотооператор, фотохудожник

## Книги об Ольге Дубинской
«Пронзенная светом». Разговор по душам с Ольгой Дубинской. Автор: Геннадий Аламия. Сухум. 2014 г. Издатели: Геннадий Аламиа, Кесоу Хагба.

## Фильмы об Ольге Дубинской
«Ольга», режиссёр: Асида Малия. 2015 г. документальный, хронометраж 45 мин. Продюсер: Кесоу Хагба. Производство: Фонд Культуры Республики Абхазия.
Фильм «Не могу тебя забыть». Актриса Елена Морозова читает стихи Ольги Дубинской. Режиссёр и оператор Артемий Ключников. 2013 г. документальный, хронометраж 13 мин./

## Отзывы и память
«За последние пятнадцать — двадцать лет только очень ленивый журналист не писал об Абхазии: о войне, о мире, о том, кто виноват, кто прав. Немногие писали и снимали просто о людях, которые собственно и являются душой любой страны — идентификационным стержнем нации. На фоне тысяч фотографий взгляд Ольги Дубинской выделяется своей глубиной, умением точно уловить нюансы маленькой страны, подняв их суть на общечеловеческий уровень», — Сергей Арутюнов.

## Фильмография
- 2011 — «Страсти по Владиславу». Полнометражный документальный фильм.
- 2012 — «Живой пройдя». Короткометражный музыкальный фильм на музыку Ахмеда Шаматова.
- 2013 — «Владислав Ардзинба. Жизнь за Свободу». Документальный фильм. Телеканал «Россия».